# Harry Dickson
Harry Dickson este un detectiv ficțional de revistă pulp, născut în America, educat la Londra, și care a fost numit Sherlock Holmes-ul american. El a apărut în aproximativ 200 reviste publicate în Germania, Olanda, Belgia și Franța.
El a fost recreat de Jean Ray, pornind de la o serie de povestiri polițiste olandeze. La primele povestiri din seria Harry Dickson, Jean Ray nu a fost decât traducător, dar el s-a apucat să le rescrie în totalitate în stilul său. Harry Dickson se prezintă în povestirile originale ca și în cele imaginate de Jean Ray, ca fiind Sherlock Holmes-ul american.

## Istoric
Seria de povestiri polițiste care a devenit cunoscută mai târziu sub numele de Harry Dickson a fost inițiată în Germania în ianuarie 1907 cu titlul Detective Sherlock Holmes und seine weltberühmten abenteuer (Cele mai celebre cazuri ale lui Sherlock Holmes), fiind publicată de Verlagshaus für Volksliteratur und Kunst și cuprinzând 230 numere în total, publicate până în iunie 1911. Numele Sherlock Holmes a fost folosit doar pentru primele 10 numere. Ca urmare a unor îngrijorări cu privire la drepturile lui Sir Arthur Conan Doyle asupra numelui Sherlock Holmes, începând cu nr. 11 seria a fost redenumită Aus dem Geheimakten des Weltdetektivs (Dosarele secrete ale regelui detectivilor) chiar dacă personajul principal a continuat să fie numit Sherlock Holmes. În rolul colegului lui Holmes, doctorul Watson, s-a aflat un tânăr pe nume Harry Taxon.
Începând din octombrie 1907, editorul Fernand Laven a adaptat în limba franceză șaisprezece numere ale seriei germane pentru revista La Nouvelle Populaire sub titlul Les Dossiers Secrets de Sherlock Holmes (Dosarele secrete ale lui Sherlock Holmes) pentru nr. 1, schimbat imediat cu cel de Les Dossiers Secrets du Roi des Détectives (Dosarele secrete ale regelui detectivilor) începând cu nr. 2.
În decembrie 1927, editorul flamand Roman-Boek-en-Kunsthandel a lansat o traducere olandeză a seriei germane, intitulată Harry Dickson de Amerikaansche Sherlock Holmes (Harry Dickson, Sherlock Holmes-ul american). 
Numele Harry Dickson se poate să fi fost inspirat de cel al lui Harry Taxon (din seria germană) sau de titlul cărții scriitorului Arnould Galopin, Allan Dickson, the King of Australian Detectives, care fusese publicată la începutul anilor 1900. Allan Dickson chiar s-a întâlnit cu Sherlock Holmes în L'Homme au Complet Gris (The Man in Grey) (1912).
Seria olandeză a avut 180 numere, până în mai 1935. În ea, tânărul asistent al lui Dickson s-a numit Tom Wills. 
În 1928, editorul belgian Hip Janssens i-a cerut scriitorului Jean Ray să traducă seria olandeză în limba franceză, în vederea distribuirii sale în Belgia și Franța. Ediția în limba franceză, intitulată de asemenea Harry Dickson, Le Sherlock Holmes Americain, a fost lansată în ianuarie 1929. Ediția franceză a avut 178 numere, până în aprilie 1938.
Activitatea de bază a lui Jean Ray a fost să traducă textele din olandeză. Numerele de la 1 la 19 au fost traduse de către o persoană necunoscută. Jean Ray a tradus și corectat numerele de la 20 la 44 și de la 47 la 49, a tradus și adaptat numerele 37, 45, 46 și de la 50 la 62, a tradus (capitolele I-V) și scris (restul) la nr. 63  și a tradus (capitolul I) și scris (restul) la nr. 64.
În cele din urmă, Ray s-a săturat să traducă povestiri originale mediocre. Folosind titlurile și coperțile de la seria germană de dinainte de Primul Război Mondial (realizate de artistul Alfred Roloff, membru al Academiei din Berlin) ca puncte de plecare, începând cu nr. 65, el a început să scrie propriile sale povestiri. Numerele 65-69, 73, 75-77, 81-106 și 111-178 au fost scrise în întregime de Jean Ray. Numerele 70-72, 74, 78-80 și 107-110 sunt reeditări ale seriei Dossiers secrets du roi des détectives, apărute în 1907. Integrala Harry Dickson a apărut la Néo în 21 volume.

## Prezentare
Aventurile lui Harry Dickson și a mai tânărului său asistent, Tom Wills, au încântat mai multe generații de cititori francezi. Deoarece au fost scrise de un maestru al literaturii de groază, acestea conțin mai multă fantezie decât adevăratul canon holmesian. Cele mai citite povestiri cu Harry Dickson sunt cele care în care marele detectiv luptă împotriva unor răufăcători ca profesorul Flax, omul de știință nebun cunoscut sub numele de Monstrul Uman, și, mai târziu, fiica sa, la fel de periculoasa Georgette Cuvelier, poreclită Păianjenul (cu care Dickson a avut o relație de iubire-ură); Euryale Ellis, o femeie frumoasă care avea puterea de a-și transforma victimele în piatră și care ar putea fi o reîncarnare a legendarei Gorgona Medusa; Gurrhu, un zeu aztec viu care se ascundea în Templul de Fier, un templu subteran situat sub centrul Londrei, plin de dispozitive științifice avansate; ultima mumie babiloniană vie care și-a găsit adăpost sub un lac scoțian; un ucigaș în serie băutor de sânge numit Vampirul cu ochii roșii; enigmaticul răzbunător cunoscut sub numele de Cric-Croc, Mortul plimbăreț; răufăcătorul Mysteras, care concepe iluzii mortale; zeul hindus Hanuman, însetat de sânge etc.
Faima lui Harry Dickson' în Franța rivalizează cu cea a lui Sherlock Holmes și Arsène Lupin.

## Biografie ficțională
Pe baza mai multor indicii menționate în această serie, Harry Dickson s-a născut în jurul anului 1890, la New York. El a fost educat din copilărie în Anglia, deoarece tatăl său voia ca el să primească o educație britanică. El a petrecut doar trei luni într-o vacanță de vară la New York unde, fiind copil, s-a împrietenit cu Reginald Marlow. 
Trecutul familiei Dickson este necunoscut, dar se știe că Arsène Lupin a studiat magia la Paris în 1893, cu un magician pe nume Dickson. 
La varsta de 15 ani, Dickson a studiat la Pertwee Private School din Anglia și a rezolvat un caz referitor la o rețea de traficanți de diamante. Pe la 20 de ani, Dickson s-a înscris ca student la Universitatea din South Kensington și a făcut cunoștință cu detectivul lui Jean Ray, Mister Triggs. El l-a ajutat pe colegul său francez Antoine de Hautefeuille să rezolve un mister de familie.
Întâmplător, Arnould Galopin a început să descrie aventurile unui detectiv tânăr pe nume Allan Dickson tot în 1910, deși Dickson al lui Galopin era considerat australian.
În 1919, Dickson a fost într-o misiune secretă în Berlinul de după război. Acolo, el s-a întâlnit cu genialul profesor Krausse, care l-a impresionat mult. Dickson l-a întâlnit din nou Krausse, zece ani mai târziu, și anume: în 1929, când era deja stabilit ca detectiv la adresa 221B Baker Street. Acest lucru susține ipoteza că acele cazuri publicate ale lui Dickson au avut loc de la mijlocul anilor '20 până la jumătatea anilor '30 sau mai târziu, când el avea vârsta de 30-40 ani, în concordanță cu descrierea fizică și cu abilitățile sale.

## Listă de povestiri cu Harry Dickson
1. Échappé à une Mort Terrible (Escaped from a Dreadful Death) (1929)
2. L'Hôtel Borgne du Caire (The Shady Hotel of Cairo) (1929)
3. Idolatrie Chinoise (Chinese Idol-Worshipping) (1929)
4. Le Testament du Détenu (The Prisoner's Testament) (1929)
5. Le Secret du Gobelin (The Secret of the Gobelin) (1929)
6. L'École pour Meutriers à Pittsburgh (The Pittsburgh Murder School) (1929)
7. L'Europe en Péril (Europe in Danger) (1929)
8. Un Cadeau de Noces Horrible (An Awful Wedding Gift) (1929)
9. Le Roi des Malandrins (The King of Burglars) (1930)
10. Le Mystère de la Tour (The Mystery of the Tower) (1930)
11. Le Drame au Cirque Bianky (The Tragedy of Circus Bianky) (1930)
12. Le Modèle du Faux Monnayeur (The Counterfeiter's Model) (1930)
13. Le Dogue de Soho (The Mastiff of Soho) (1930)
14. Les Douze Coeurs Morts (The Twelve Dead Hearts) (1930)
15. Les Bandits de la Fête Populaire (The Robbers of the Popular Festivities) (1930)
16. Un Chevauchée à la Mort par le St. Gothard (The St. Gothard Death Ride) (1930)
17. Le Capitaine Disparu (The Disappeared Captain) (1930)
18. Le Professeur Flax, Monstre Humain (Prof. Flax, Human Monster) (1930)
19. Une Poursuite à travers le Désert (Desert Pursuit) (1930) (Flax)
20. La Femme à Quatre Faces (The Woman with Four Faces) (1930)
21. Le Repaire aux Bandits de Corfou (The Lair of the Corfu Bandits) (1930)
22. La Prisonnière du Clocher (The Prisoner of the Bell Tower) (1930)
23. Sur la Piste d'Houdini (On the Trail of Houdini) (1930)
24. La Sautoir Volé ou Les Mystérieux Voleurs de Bijoux (The Stolen Necklace or The Mysterious Jewel Thieves) (1930)
25. Dans la Vienne Souterraine (In Underground Vienna) (1930)
26. Le Rajah Rouge (The Red Rajah) (1930) (Flax)
27. Le Bourreau de Londres (The Executioner of London) (1930) (Flax)
28. Le Roi des Contrebandiers d'Andorre (The King of the Andorra Smugglers) (1930)
29. La Malédiction des Walpole (The Curse of the Walpoles) (1930)
30. Une Fumerie d'Opium Parisienne (A Parisian Opium-Smoking Den) (1930)
31. Le Toréador de Grenade (The Toreador of Granada) (1930)
32. Le Musée des Horreurs (The Horror Museum) (1930)
33. Miss Mercédes, la Reine de l'Air (Miss Mercedes, Queen of the Air) (1931)
34. Le Docteur Criminel (The Criminal Doctor) (1931)
35. Sous le Poids d'une Forfaiture (The Burder of Betrayal) (1931)
36. Un Réveillon au Dragon Rouge (New Year's Eve at the Red Dragon) (1931)
37. L'Ermite du Marais du Diable (The Hermit of the Devil Swamp) (1931)
38. L'Intrigante Démasquée (The Schemer Unmasked) (1931)
39. Les Voleurs Volés ou Le Carnaval Tragique (The Stolen Thieves or Tragic Carnival) (1931)
40. Les Détrousseurs de Cadavres (The Corpse Robbers) (1931)
41. Autour d'un Trône (Around the Throne) (1931)
42. Une Nuit d'Épouvante au Château Royal (A Night of Terror at the Royal Castle) (1931)
43. Le Sosie d'Harry Dickson (Harry Dickson's Look-Alike) (1931)
44. L'Agence des Fausses Nouvelles (The Phony News Agency) (1931)
45. Le Double Crime ou La Montagne Sanglante (The Double Crime or The Bloody Mountain) (1931)
46. Le Crucifié (The Crucified Man) (1931)
47. Le Mauvais Génie du Cirque Angelo (The Evil Genius of Circus Angelo) (1931)
48. La Mystérieuse Maison du Lutteur (The Wrestler's Mysterious House) (1931)
49. Le Repaire de Palerme (The Lair of Palermo) (1931)
50. La Veuve Rouge (The Red Widow) (1931)
51. Une Bête Humaine (A Human Beast) (1931)
52. Le Signe de la Mort (The Sign of Death) (1931; rep. NéO 3)
53. Le Tripot Clandestin de Franklin Street (The Secret Speakeasy of Franklin Street) (1931)
54. La Fatale Ressemblance (Deadly Resemblance) (1931)
55. Le Gaz Empoisonné (The Poisoned Gas) (1931)
56. Le Pari Fatal (The Fatal Bet) (1931)
57. Les Feux Follets du Marais Rouge (The Fireflies of the Red Swamp) (1932)
58. Tom Wills, Femme de Chambre (Tom Wills, Chambermaid) (1932)
59. Les Treize Balles (The Thirteen Bullets) (1932)
60. Harry Dickson s'amuse (Harry Dickson Has Fun) (1932)
61. Joly, Chien Policier (Joly, Police Dog) (1932)
62. Les Voleurs de Femmes de Chinatown (The Girl Snatchers of Chinatown) (1932)
63. L'Effroyable Fiancé (The Awful Fiancé) (1932)
64. Le Trésor du Manoir de Streetham (The Treasure of Streetham Manor) (1932)
65. On a Volé un Homme (They Stole a Man) (1932)
66. Au Secours de la France (To Rescue France) (1932)
67. Le Fantôme des Ruines Rouges (The Phantom of the Red Ruins) (1932)
68. Les Vengeurs du Diable (The Devil's Avengers) (1932)
69. L'Étrange Lueur Verte (The Strange Green Light) (1932)
70. Le Secret de la Jeune Veuve (The Secret of the Young Widow) (1932)
71. L'Énigme du Tapis Vert (The Mystery of the Green Carpet) (1932)
72. La Fille de l'Usurier (The Usurer's Daughter) (1932)
73. Le Monstre Blanc (The White Monster) (1932)
74. Le Flair du Maître d'Hôtel (The Butler's Flair) (1932)
75. Le Mystère de la Vallée d'Argent (The Mystery of the Silver Valley) (1932)
76. Le Démon Pourpre (The Purple Devil) (1932)
77. Les Gardiens du Gouffre (The Guardians of the Pit) (1932)
78. Le Fiancé Disparu (The Missing Fiancé) (1932)
79. La Vie Criminelle de Lady Likeness (Lady Likeness' Criminal Life) (1932)
80. La Dame au Diamant Bleu (The Lady with The Blue Diamond) (1932)
81. Le Vampire aux Yeux Rouges (The Red-Eyed Vampire) (1933)
82. La Flèche Fantôme (The Phantom Arrow) (1933)
83. Les Trois Cercles de l'Épouvante (The Three Circles of Terror) (1933)
84. La Maison du Scorpion (The House of the Scorpion) (1933)
85. La Bande de l'Araignée (The Gang of the Spider) (1933)
86. Les Spectres-Bourreaux (The Ghost Executioners) (1933)
87. Le Mystère des Sept Fous (The Mystery of the Seven Madmen) (1933)
88. Les Étoiles de la Mort (The Stars of Death) (1933)
89. La Pierre de Lune (The Moonstone) (1933)
90. Le Mystère de la Forêt (The Mystery of the Forest) (1933)
91. L'Île de la Terreur (The Island of Terror) (1933)
92. La Maison Hantée de Fulham Road (The Haunted House of Fulham Road) (1933)
93. Le Temple de Fer (The Iron Temple) (1933)
94. La Chambre 113 (Room 113) (1933)
95. La Pieuvre Noire (The Black Octopus) (1933)
96. Le Singulier Mr. Hingle (The Strange Mr. Hingle) (1933)
97. Le Dieu Inconnu (The Unknown God) (1933)
98. Le Royaume Introuvable (The Hidden Kingdom) (1933)
99. Les Mystérieuses Études du Dr. Drumm (The Mysterious Studies of Dr. Drumm) (1933)
100. La Mort Bleue (The Blue Death) (1933)
101. Le Jardin des Furies (The Garden of the Furies) (1933)
102. Les Maudits de Heywood (The Accursed of Heywood) (1933)
103. ??Mystéras?? (1933)
104. La Cour d'Épouvante (The Court of Terror) (1933)
105. Le Roi de Minuit (The King of Midnight) (1934)
106. Le Chemin des Dieux (The Path of the Gods) (1934)
107. Blackwell, le Pirate de la Tamise (Blackwell, Pirate of the Thames) (1934)
108. Les Dentelles de la Reine (The Queen's Lace) (1934)
109. Le Sosie du Banquier (The Banker's Look-Alike) (1934)
110. Le Trésor du Marchand d'Esclaves (The Treasure of the Slave Merchant) (1934)
111. Les Blachclaver (1934)
112. Le Fantôme du Juif Errant (The Ghost of the Wandering Jew) (1934)
113. Messire l'Anguille (Sir Eel) (1934)
114. Le Châtiment des Foyle (The Punishment of the Foyles) (1934)
115. La Grande Ombre (The Great Shadow) (1934)
116. Les Eaux Infernales (The Infernal Waters) (1934)
117. Le Vampire qui Chante (The Singing Vampire) (1934)
118. Le Mystère de Bantam House (The Mystery of Bantam House) (1934)
119. La Cigogne Bleue (The Blue Stork) (1934)
120. Ce Paradis de Flower Dale (That Paradise of Flower Dale) (1934)
121. L'Esprit du Feu (The Fire Spirit) (1934)
122. Turckle-le-Noir (Turckle-The-Black) (1934)
123. Les Yeux de la Lune (The Eyes of the Moon) (1934)
124. L'Île de Mr. Rocamir (The Island of Mr. Rocamir) (1934)
125. X-4 (1934)
126. La Maison des Hallucinations (The House of Hallucinations) (1934)
127. Le Signe des Triangles (The Sign of the Triangles) (1934)
128. L'Hôtel des Trois Pèlerins (The Hotel of the Three Pilgrims) (1934)
129. La Menace de Khâli (The Threat of Khâli)
130. Les Illustres Fils du Zodiaque (The Illustrious Sons of the Zodiac) (1935)
131. Le Spectre de Mr. Biedermeyer (The Ghost of Mr. Biedermeyer) (1935)
132. La Voiture Démoniaque (The Devil Car) (1935)
133. L'Aventure d'un Soir (An Evening's Adventure) (1935)
134. Le Dancing de l'Épouvante (The Night Club of Terror) (1935)
135. Les Plus Difficiles de mes Causes (My Most Difficult Cases) (1935)
136. L'Homme au Mousquet (The Man With the Musket) (1935)
137. Le Savant Invisible (The Invisible Scientist) (1935)
138. Le Diable au Village (The Devil In the Village) (1935)
139. Le Cabinet du Dr. Selles (The Surgery of Dr. Selles) (1935)
140. Le Loup-Garou (The Werewolf) (1935)
141. L'Étoile à Sept Branches (The Seven-Pointed Star) (1935)
142. Le Monstre dans la Neige (The Snow Monster) (1935)
143. Le Cas de Sir Evans (The Case of Sir Evans) (1935)
144. La Maison du Grand Péril (The House of the Great Peril) (1935)
145. Les Tableaux Hantés (The Haunted Paintings) (1935)
146. Cric-Croc, le Mort en Habit (Cric-Croc, The Walking Dead) (1935)
147. Le Lit du Diable (The Devil's Bed) (1935)
148. L'Affaire Bardouillet (The Bardouillet Case) (1935)
149. La Statue Assassinée (The Murdered Statue) (1935)
150. Les Effroyables (The Frightful Ones) (1935)
151. L'Homme au Masque d'Argent (The Man In the Silver Mask) (1936)
152. Les Sept Petites Chaises (The Seven Little Chairs) (1936)
153. La Conspiration Fantastique (The Fantastic Conspiracy) (1936)
154. La Tente aux Mystères (The Tent of Mysteries) (1936)
155. Le Véritable Secret du Palmer Hotel (The True Secret of the Palmer Hotel) (1936)
156. Le Mystère Malais (A Malaysian Mystery) (1936)
157. Le Mystère du Moustique Bleu (The Mystery of the Blue Mosquito) (1936)
158. L'Énigmatique Tiger Brand (The Enigmatic Tiger Brand) (1936)
159. La Mitrailleuse Musgrave (The Musgrave Machine Gun) (1936)
160. Les Nuits Effrayantes de Felston (The Frightful Nights of Felston) (1936)
161. Les Vingt-Quatre Heures Prodigieuses (The Prodigious 24 Hours) (1936)
162. Dans les Griffes de l'Idole Noire (In The Clutches of the Black Idol) (1936)
163. La Résurrection de la Gorgone (The Resurrection of the Gorgon) (1937)
164. La Cité de l'Étrange Peur (The City of The Strange Fear) (1937)
165. Les Énigmes de la Maison Rules (The Enigmas of Rules House) (1937)
166. Le Studio Rouge (The Red Studio) (1937)
167. La Terrible Nuit du Zoo (The Dreadful Night of the Zoo) (1937)
168. La Disparition de Mr. Byslop (The Disappearance of Mr. Byslop) (1937)
169. Les Momies Évanouies (The Vanished Mummies) (1937)
170. L'Aventure Espagnole (The Spanish Adventure) (1937)
171. La Tête à Deux Sous (The Two-Pennies Head) (1937)
172. Le Fauteuil 27 (Seat 27) (1937)
173. L'Affaire du Pingouin (The Penguin Affair) (1937)
174. La Nuit du Marécage (The Night of the Swamp) (1937)
175. On A Tué Mr. Parkinson (They Killed Mr. Parkinson) (1938)
176. La Rue de la Tête Perdue (The Street of the Missing Head) (1938)
177. L'Énigme du Sphinx (The Sphinx Enigma) (1938)
178. Usines de Mort (Death Factories) (1938)

### Traduceri în engleză
Numerele 81, 93 și 163 au fost traduse în engleză de Jean-Marc Lofficier & Randy Lofficier și cuprinse în volumul Harry Dickson: The Heir of Dracula (Black Coat Press, 2009).

### Traduceri în română
- Regele criminalilor (nr. 10) (Ed. Aldo Press, București, 2003) - traducere de Dan Stelian

## Benzi desenate
Au fost realizate două adaptări diferite: una de către Christian Vanderhaeghe și Pascal Zanon pentru Dargaud (1986-2003), după cărți, și alta de către Richard D. Nolane și Olivier Roman pentru Soleil Productions (1992-2008), după povestiri inedite.
Personajul Harry Dickson intervine puțin în banda desenată La Brigade Chimérique (2009-2010), unde participă diferite figuri ale literaturii fantastice de după război.

## Opere apocrife
- Les Exploits de Harry Dickson (1984-89) de Gérard Dôle
- Le Vampyre des Grampians de Gérard Dôle
- Le Loup-Garou de Camberwell de Gérard Dôle
- Le Diable de Pimlico de Gérard Dôle
- Harry Dickson - Aventures inédites (ouvrage collectif - Editions du Masque d'Or, coll. Adrénaline, 2005)
- Harry Dickson - Nouvelles aventures inédites (ouvrage collectif - Editions du Masque d'Or, coll. Adrénaline, 2007)
- Harry Dickson chasse les fantômes (ouvrage collectif - Editions du Masque d'Or, coll. Adrénaline, 2008)
- Harry Dickson face aux crimes impossibles (ouvrage collectif - Editions du Masque d'Or, coll. Adrénaline, 2009)